# Перемильський заказник
Перемильський — гідрологічний заказник місцевого значення. Об'єкт розташований на території Луцького району Волинської області, навколо сіл Новостав, Липа, Гумнище, Перемиль, ДП «Горохівське ЛМГ».
Заказник площею 761 гектар тягнеться уздовж річки Стир від Перемиля через села Гумнище і Липу аж до Новоставу.
Цю територію під охорону держави взяли 12 березня 2020 року, коли Волинська обласна рада прийняла відповідне рішення, і утворили гідрологічний заказник «Перемильський».
Заплава річки Стир у межах Горохівського району Волинської області під номером 191 включена в український список об’єктів Смарагдової мережі Європи ще 18 листопада 2016 року.
Заплава річки Стир, основу якої складають осокові болота з ділянками очерету, рогозу, які місцями переходять у заболочені луки з куртинами чагарників. На території заказника наявні рідкісні оселища, включені до Резолюції 4 Бернської конвенції, які Україна охороняє, виконуючи зобов’язання при підписанні зазначеної конвенції та Угоди про асоціацію України та ЄС, що передбачає заходи з охорони територій, віднесених до Смарагдової мережі Європи.
Під час підготовки пакету документів у заказнику проводили і наукові дослідження. Так, від села Перемиль до впадання річки Липа у Стир і до вливання у Хрінницьке водосховище виявили три рослинних угрупування, а саме глечики жовті та латаття сніжнобіле, які занесені до Зеленої книги.
Також тут живе чимало водоплавних, наприклад, сірі і білі чаплі, і хижих птахів, як-от підорлики та луні очеретяні. Зустрічається і рідкісний лелека чорний. 
Заповідну територію можна і варто використовувати для розвитку рекреаційного і туристичного бізнесу: прокладати маршрути, організовувати сплави по річці Стир, облаштовувати місця для відпочинку. Перевагою заказника «Перемильський» є розташування на межі трьох областей: Волинської, Рівненської та Львівської.